# Neck Road (línea Brighton)
Neck Road es una estación en la línea Brighton del Metro de Nueva York de la división B del Brooklyn–Manhattan Transit Corporation. La estación se encuentra localizada en Homecrest, Brooklyn entre Gravesend Neck Road y la Calle 16 Este. La estación es servida en varios horarios por los trenes del Servicio  y .

## Enlaces externos

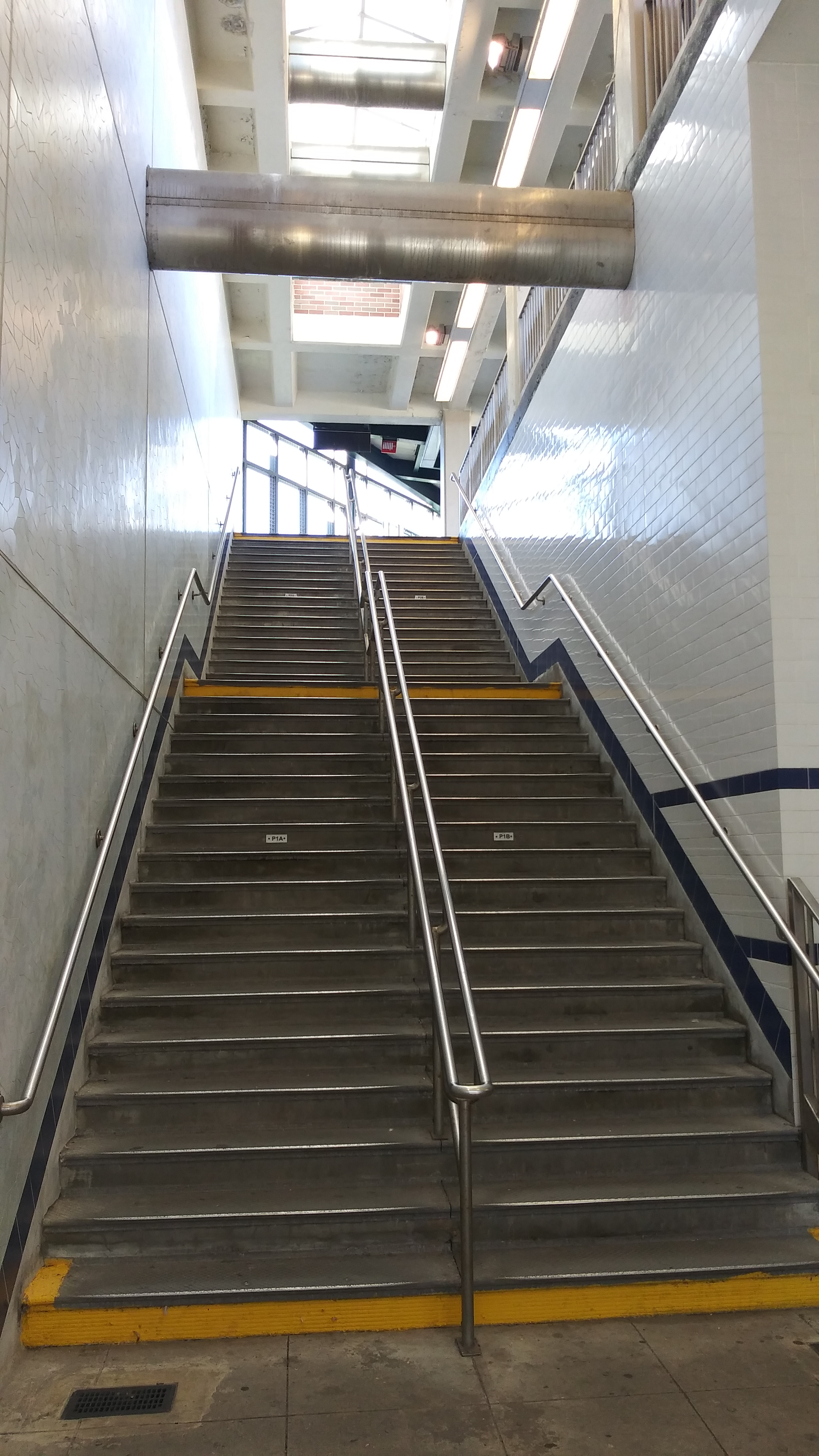
Escalera que conduce a la plataforma en dirección sur
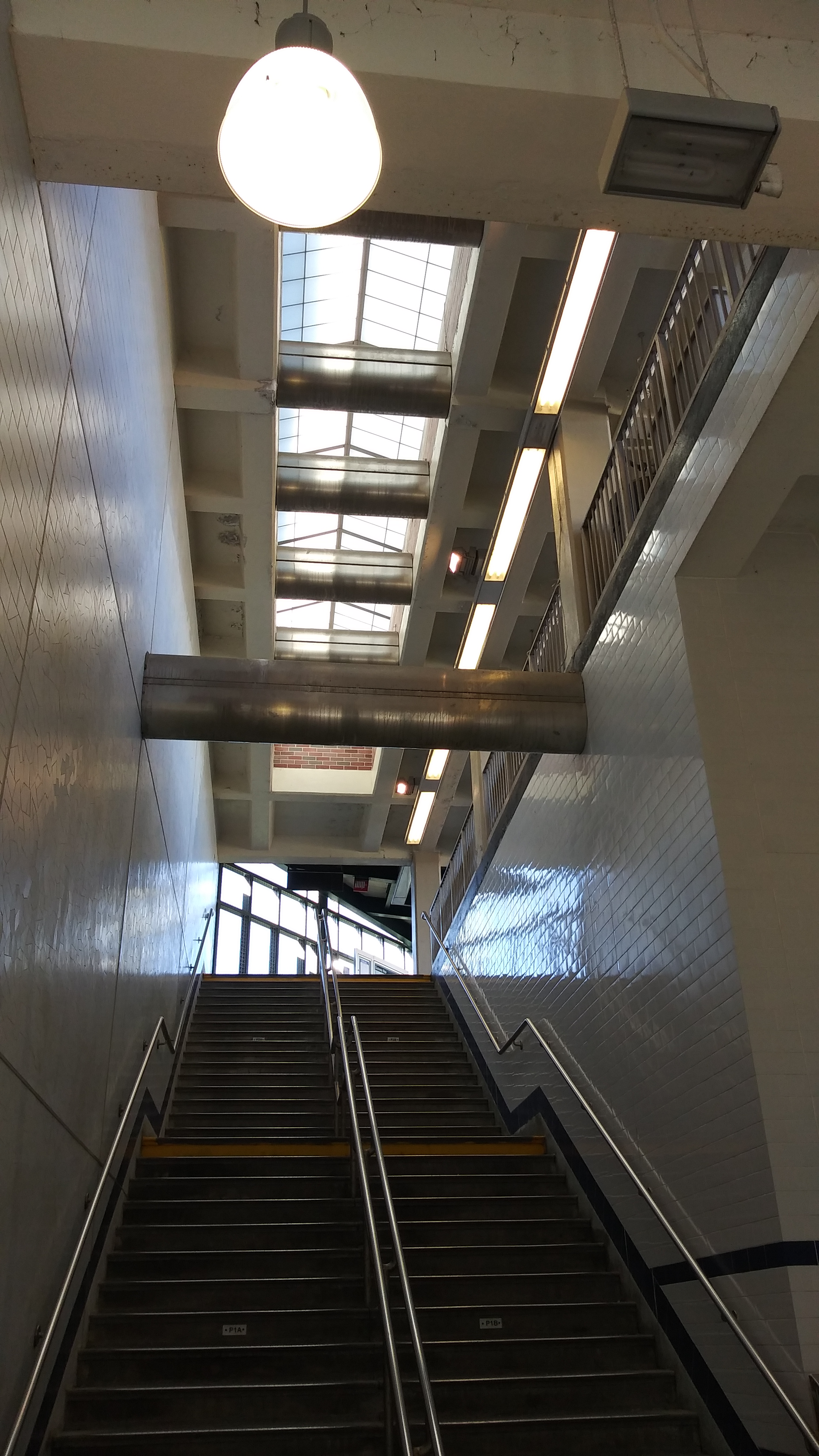
Triforio sobre la escalera
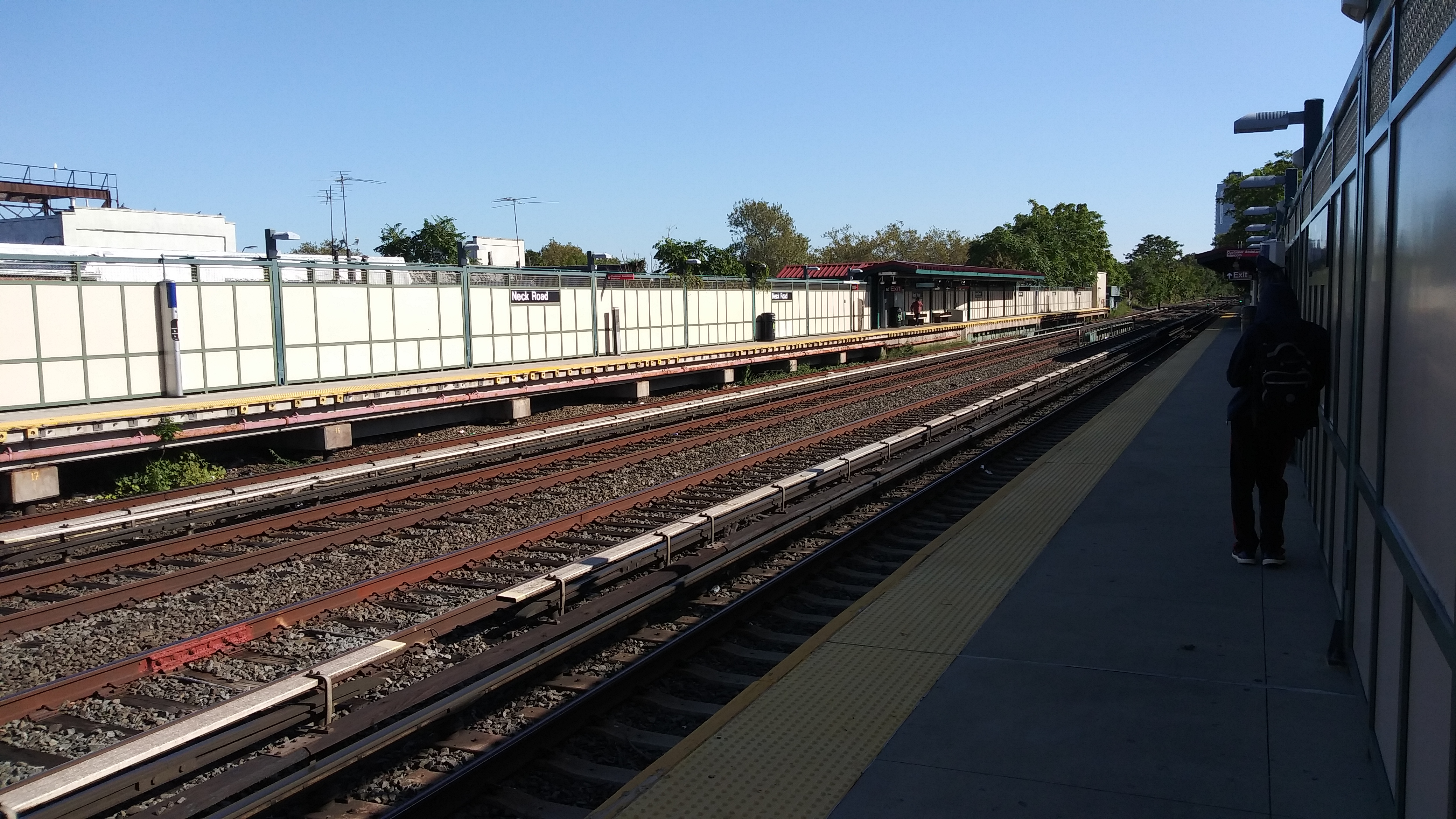
Mirando la plataforma en dirección norte
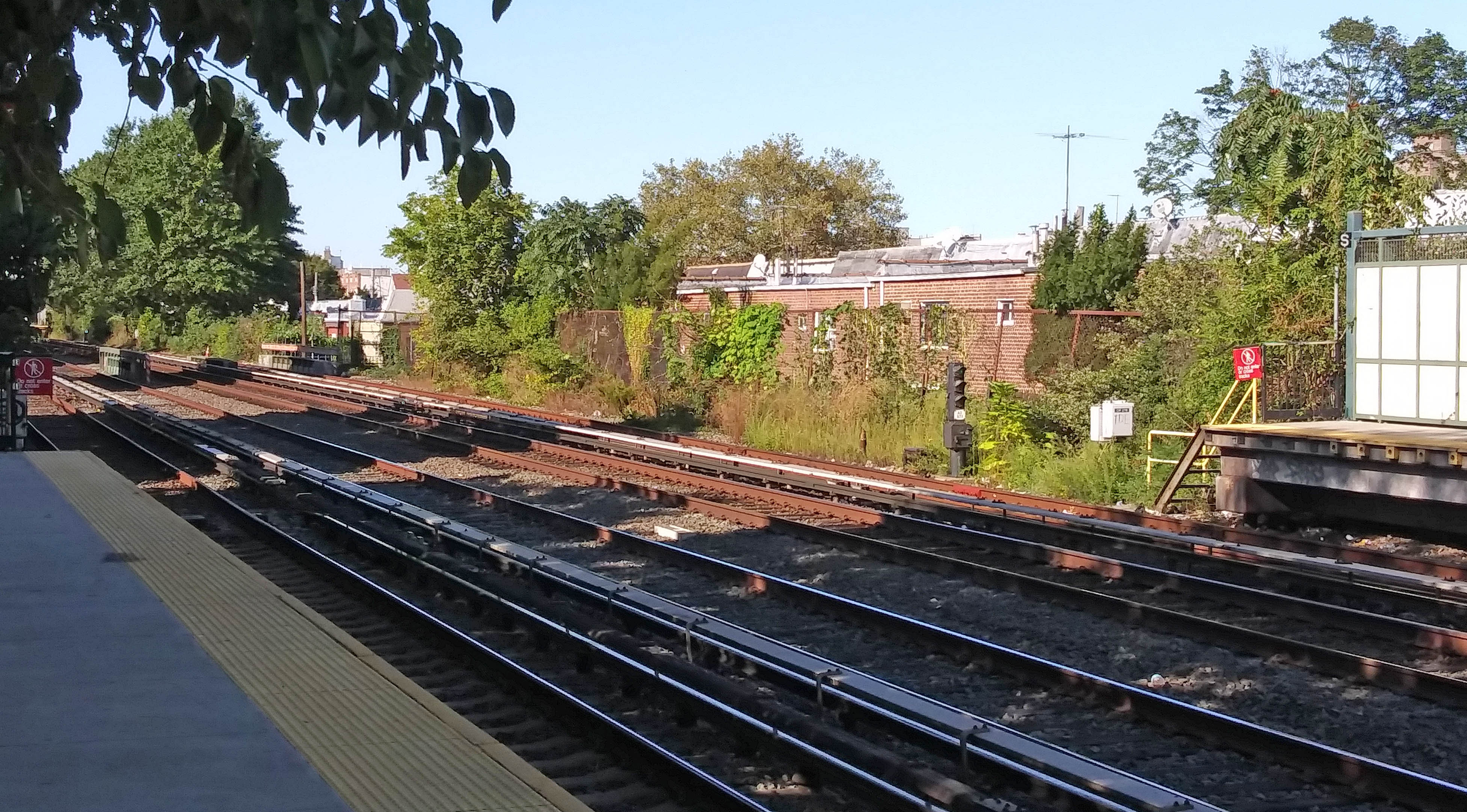
Trackage al norte de la estación

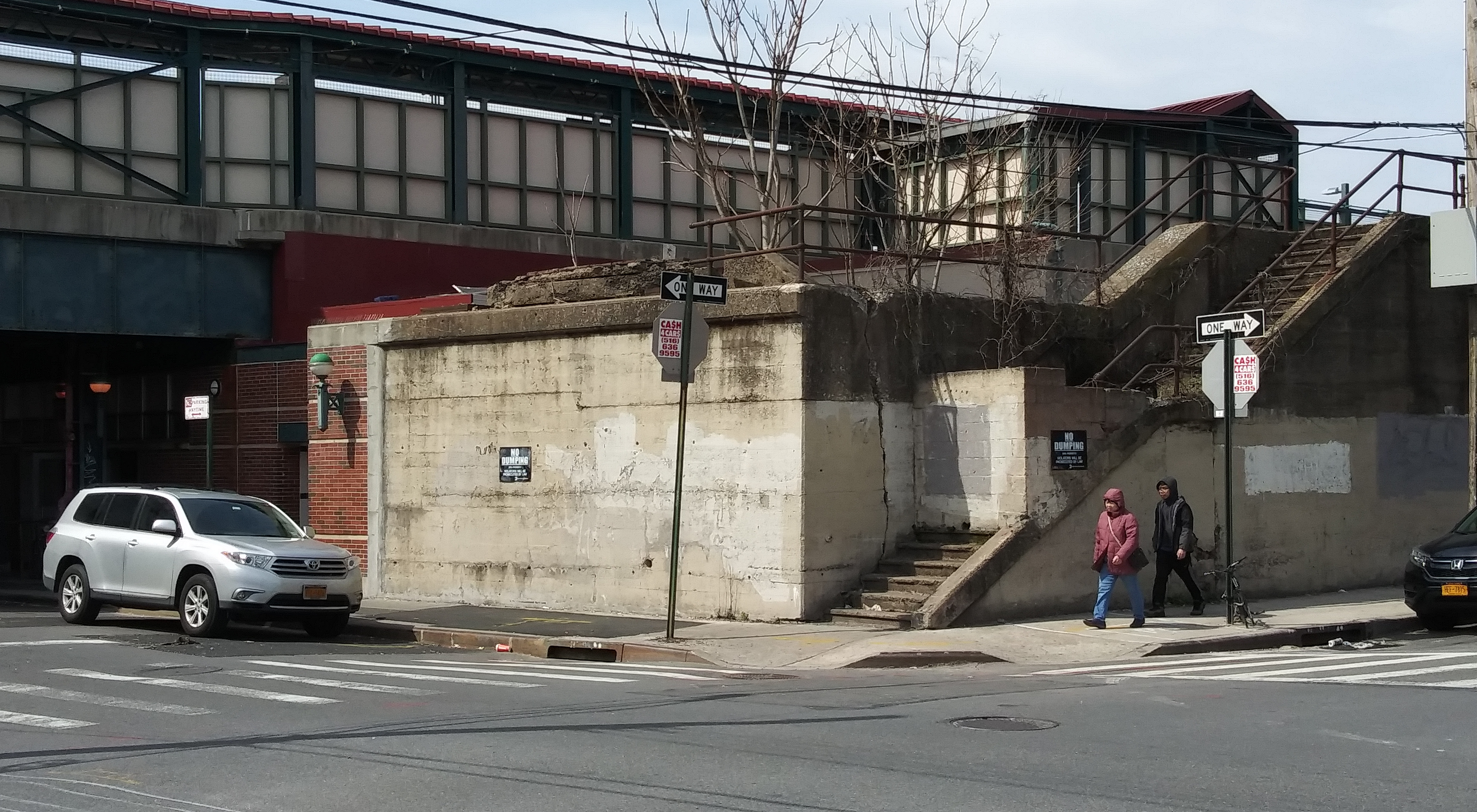
Esta estación fue usada por el difunto ramal de la LIRR Manhattan Beach.